# Brässlatjärnen
Brässlatjärnen är en sjö i Orsa kommun i Dalarna och ingår i Dalälvens huvudavrinningsområde. Vid provfiske har abborre och mört fångats i sjön.